# Limnophila kershawi
Limnophila kershawi är en tvåvingeart. Limnophila kershawi ingår i släktet Limnophila och familjen småharkrankar.

## Underarter
Arten delas in i följande underarter:
- L. k. cumberlandensis
- L. k. dandenongensis
- L. k. kershawi